# سیمون فرزامی
سیمون فرزامی، یک روزنامه‌نگار با تابعیت دوگانه ایرانی-سوئیسی بود. او رئیس دفتر خبرگزاری فرانسه در ایران و سردبیر ژورنال دو تهران بود. او از یهودیان ایران بود که در بازی‌های المپیک زمستانی ۱۹۵۶ ایتالیا، به عنوان یکی از پرسنل کاروان، پرچم‌دار ایران شد. فرزامی بعد از انقلاب، در اردیبهشت ۱۳۵۹ دستگیر و پس از شش ماه به اتهام «جاسوسی» برای آمریکا اعدام شد.